# Feliks Zemdegs
Feliks Aleksanders Zemdegs, ou apenas Feliks Zemdegs, (Melbourne, 20 de dezembro de 1995) é um speedcuber australiano mundialmente conhecido por deter vários recordes mundiais com o cubo mágico, além de outras variantes.
Comprou seu primeiro cubo de Rubik em abril de 2008 inspirado por pessoas capazes de resolvê-lo rapidamente, auxiliado por tutoriais no Youtube. Em seu primeiro vídeo com o cubo, o mesmo demora 18.05 segundos, com uma média de 19.73 segundos, em 14 de Junho de 2008, a apenas 2 meses de treino, algo extraordinário.
Suas vitórias tiveram início na New Zealand Championships (julho de 2009) com uma média de 5 de 13.74 segundos na última rodada. Ele também ganhou a competição montando outros tipos de cubo: 2x2, 4x4, 5x5, 3x3 vendado e 3x3 com uma mão.
Já em outra competição, a Melbourne Summer Open (janeiro de 2010), obteve seus primeiros recordes mundiais (média de 5), no cubo 3x3 - 9.21 segundos e no 4x4 - 42.01 segundos. Até então ele vem conseguindo um ótimo desempenho, como listado na tabela abaixo.
Conforme uma previsão feita por Jessica Fridrich (uma das criadoras do método CFOP) Feliks está chegando ao limite de rapidez na resolução do 3x3, que seria por volta de 5 segundos de média.

## Recordes de Feliks Zemdegs[3]
| Tipo de cubo                            | Resultados         | Aconteceu em                |
| 2x2 - melhor tempo                      | 0,71 segundos      | Rijswijk Open 2018          |
| 2x2 - média truncada de 5               | 1,54 segundos      | Canberra Autumn 2018        |
| 3x3 (cubo mágico) - melhor tempo        | 4,16 segundos      | Auckland Summer Open 2020   |
| 3x3 (cubo mágico) - média truncada de 5 | 5,53 segundos (WR) | Odd Day in Sydney 2019      |
| 3x3 (cubo mágico) - vendado (sem olhar) | 34,37 segundos     | Odd Day in Sydney 2019      |
| 3x3 (cubo mágico) - menos movimentos    | 24 movimentos      | Koalafication Sydney 2019   |
| 4x4 - melhor tempo                      | 18,39 segundos     | Melbourne Cube Days 2019    |
| 4x4 - média truncada de 5               | 22,80 segundos     | Melbourne Cube Days 2019    |
| 4x4 - vendado (sem olhar)               | 3:37,80 minutos    | Melbourne Summer 2011       |
| 5x5 - melhor tempo                      | 37,93 segundos     | Canberra Autumn 2018        |
| 5x5 - média truncada de 5               | 42,09 segundos     | Melbourne Summer 2020       |
| 5x5 - vendado (sem olhar)               | 11:56,00 minutos   | Adelaide Summer 2018        |
| 6x6 - melhor tempo                      | 1:18,28 minutos    | Warm Up Sydney 2019         |
| 6x6 - média de 3                        | 1:21,90 minutos    | Weston-super-Mare Open 2018 |
| 7x7 - melhor tempo                      | 1:53,62 minutos    | Australian Nationals 2018   |
| 7x7 - média de 3                        | 2:00,63 minutos    | Australian Nationals 2018   |
| 3x3 - com uma mão, melhor tempo         | 6,88 segundos      | Canberra Autumn 2015        |
| 3x3 - com uma mão, média truncada de 5  | 9,73 segundos      | Melbourne Cube Days 2019    |

- WR = World Record (recorde mundial)
- Média Truncada de 5 = Média de 5 tempos, descartando o Pior e o Melhor Tempo.